# 为单身汉设下的陷阱
《为单身汉设下的陷阱》（俄语：Ловушка для одинокого мужчины，羅馬化：Lovushka dlya odinokogo muzhchiny）是1990年一部根据罗伯特·托马的同名剧本改编的苏联喜剧侦探电影。

## 剧情
故事发生在巴黎郊区（法国）。新婚的丹尼尔·科尔班向警察局长报告他的妻子伊丽莎白的失踪。几天后，伊丽莎白夫人在当地牧师的陪同下回到家，但是被她的出现震惊的丹尼尔并不愿承认她是他的合法妻子，认为这个女人是冒充她的，企图占有他的财产。没有人能证实丹尼尔的话——他们刚刚在一个偏僻的地方结婚。意外的是，一个名叫梅尔鲁的醉鬼艺术家，他偶然在丹尼尔和伊丽莎白的婚礼上出现。他愿意接受报酬，描述真正的伊丽莎白的外貌，但假冒的“妻子”却向梅尔鲁开枪，并指责丹尼尔杀了这个艺术家。被警察局长召来作证的护士伊冯·贝尔托，她曾为伊丽莎白提供医疗服务，公然出售她的证词，根据谁给她大量的钱，她可以选择是否认出假冒者。最后，丹尼尔失去了自我控制，承认真正的伊丽莎白已经死了，她的尸体在夏莫瓦森林的山流中。
在最后，警察局长解释说，他是这个戏剧的导演，目的是让丹尼尔·科尔班承认杀了他的妻子。实际上，伊丽莎白的尸体已经被找到，警察局长立即怀疑她的丈夫是凶手，但他选择了一个非常规的方法，而不是进行例行的审讯。塔克夫妇扮演了牧师和伊丽莎白的角色。真正的证人——梅尔鲁和护士伊冯·贝尔托也被带进了戏。结果，罪犯落入了陷阱。